# Forgiven
Pour plus de détails, voir Fiche technique et Distribution.
Forgiven (The Forgiven) est un thriller dramatique britannique réalisé par Roland Joffé et sorti en 2017. Il met en scène Forest Whitaker dans le rôle de l'archevêque Desmond Tutu lors de sa présidence de la Commission de la vérité et de la réconciliation  en Afrique du Sud au milieu des années 1990.

## Synopsis
En 1994, Nelson Mandela est en pleine transition démocratique visant à mettre fin à l'apartheid et à la domination de la minorité blanche en Afrique du Sud. Il nomme alors l'archevêque Desmond Tutu président de la Commission de la vérité et de la réconciliation. Il se heurte le plus souvent au silence d'anciens tortionnaires. Jusqu'au jour où il est mis à l’épreuve par Piet Blomfield, un assassin condamné à perpétuité. Desmond Tutu se bat alors pour retenir un pays qui menace de se déchirer une nouvelle fois.

## Fiche technique
- Titre français : Forgiven
- Titre original : The Forgiven
- Réalisation : Roland Joffé
- Scénario : Roland Joffé et Michael Ashton
- Musique : Zethu Mashika
- Photographie : William Wages
- Montage : Megan Gill
- Décors : Warrene Gray
- Costumes : Moira Anne Meyer
- Producteurs : Craig Baumgarten, Zaheer Bhyat et Roland Joffé
  - Producteurs délégués : Tannaz Anisi, Kim Ashton, Lee Broda, Wayne Marc Godfrey, Robert Jones, Shanan Becker, Maxime Cottray, Robert Cough, Christos Michaels, Jeff Rice, Greg Schenz, John R. Sherman et Michael Tadross Jr.
  - Producteurs exécutifs : Teri-Lin Robertson
  - Producteurs associés : Alastair Burlingham et Babak Eftekhari
- Sociétés de production : Light and Dark Films et Jeff Rice Films
- Société de distribution : Saje distribution (France)
- Pays de production :  Royaume-Uni
- Genre : thriller, drame historique
- Durée : 115 minutes
- Dates de sortie[1] : 
  - Royaume-Uni : 13 octobre 2017 (festival du film de Londres)
  - France : 9 janvier 2019
- Classification :
  - France : Interdit aux moins de 12 ans lors de sa sortie en salles et à la télévision.

## Distribution
- Forest Whitaker (VF : Thierry Desroses) : Desmond Tutu
- Eric Bana (VF : Bruno Choël) : Piet Blomfeld
- Jeff Gum : François Schmidt
- Pamela Nomvete : Leah Tutu
- Terry Norton : Lavinia
- Robert Cough : Howard Varney
- Thandi Makhubele : mrs Morobe
- Morne Visser : Hansi Coetzee
- Debbie Sherman : Linda Coetzee
- Michael MacKenzie : le jeune gardien

## Accueil

### Critiques
Le film n'est pas très bien reçu par la presse française, avec une note moyenne de 2.4 sur Allociné.
Ouest France écrit : « Un scénario binaire, une mise en scène et des acteurs ronflants. »
On retrouve les mêmes impressions dans Première : « On veut d’abord y croire (OK, le cinéma c’est l’artifice !) et puis, non, le scénario binaire et la mise en scène ronflante disqualifient toutes les bonnes intentions. »

### Box-office
En France, le film comptabilise 23 360 entrées.